# Thẻ điện thoại

Thẻ cào điện thoại ở Việt Nam

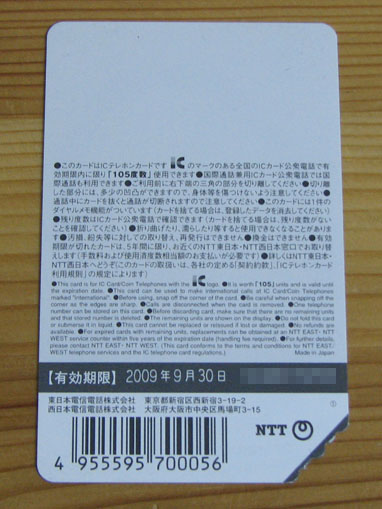
Mặt sau thẻ điện thoại ở Nhật Bản, do NTT phát hành.

Thẻ điện thoại hay phonecard (viết tắt tiếng Anh), là một loại thẻ nhựa có kích thước như thẻ tín dụng, dùng để trả tiền dịch vụ điện thoại. Có một thẻ cầm tay là không cần thiết trừ phi có nhu cầu về một hệ thống lưu trữ có giá trị; biết về số điện thoại để quay số và mã PIN là đủ. Các thẻ đúng chuẩn có thể được mua và sử dụng mà không cần bất kỳ loại cơ sở tài khoản trữ một số tiền tín dụng cố định và sẽ bị hủy khi tiền đã được sử dụng hết; các loại thẻ nạp có thể được phục hồi, hoặc thẻ thanh toán nợ. Thẻ điện thoại được biết đến như một loại thẻ nhớ từ xa có một mã PIN liên kết với một tài khoản điện thoại mặt đất cụ thể; các cuộc gọi thông qua sử dụng thẻ được tính vào tài khoản có liên quan. Thẻ điện thoại cũng được sử dụng trong các buồng điện thoại công cộng khi người sở hữu đăng ký dịch vụ sử dụng trả tiền tức thời, rất phổ biến ở Nhật Bản.
Hầu hết các điện thoại hiện đại, cả điện thoại di động lẫn cố định, có vị trí bộ nhớ trong đó số điện thoại có thể được lưu trữ. Một số điện thoại có cơ chế thực hiện cuộc gọi thông qua dịch vụ thẻ điện thoại trong khi có thể truy cập thông tin chi tiết và mã PIN được lưu giữ trong bộ nhớ của điện thoại. Điều này có thể được thực hiện theo những cách khác nhau, thường bằng cách nhấn một nút trước khi thực hiện cuộc gọi. Thẻ điện thoại cũng được dùng một dạng thẻ quà tặng nhưng không có giá trị về tiền tệ cho đến khi chủ sở hữu đăng ký một tài khoản qua nó.
Tại Việt Nam hiện nay có các nhà mạng di động đang hoạt động đó là Viettel, Vinaphone, Mobifone, Gmobile và Vietnamobile, mỗi nhà mạng có phát hành một loại thẻ nạp (thẻ điện thoại) riêng. Thẻ điện thoại được sử dụng để nạp tiền cho các thuê bao trả trước, trả sau của những nhà mạng trên bằng cách nhập mã thẻ theo cú pháp..
Thẻ điện thoại gồm các thông tin mã thẻ và số serial, khi sử dụng để nạp tiền cho điện thoại cần sử dụng đến mã thẻ cào còn số serial để kiểm tra tình trạng hoạt động của thẻ hay để nạp cho game, ứng dụng thứ 3 khác. Thẻ điện thoại có hai loại đó là thẻ cào giấy và thẻ cào online, người dùng có thể dễ dàng mua chúng tại nhiều địa điểm cũng như những trang web cung cấp dịch vụ. Hiện nay có nhiều website hay ứng dụng để bạn mua thẻ điện thoại online với các phương thức thanh toán là sử dụng dịch vụ thanh toán trực tuyến của ngân hàng và đăng ký là các đại lý phân phối lại và sử dụng tài khoản thành viên.